# 亞布盧尼夫卡 (諾索夫卡區)
50°53′48″N 31°42′34″E / 50.89667°N 31.70944°E
亞布盧尼夫卡（烏克蘭語：Яблунівка），是烏克蘭北部的村莊，隸屬切爾尼希夫州的尼任區。該村始建於1939年，面積0.05平方公里，海拔高度130米，2001年人口433，人口密度每平方公里9,622.2人。